# باب هک
باب هک (انگلیسی: Bob Hacking; ۳۰ مارس ۱۹۱۸ – ۲۹ مارس ۲۰۰۱) بازیکن فوتبال بود.
از باشگاه‌هایی که در آن بازی کرده‌است می‌توان به باشگاه فوتبال برایتون اند هوو آلبیون اشاره کرد.